# 拉努艾
拉努艾（法語：La Nouaye，法語發音：[la nwɛ]）是法国伊勒-维莱讷省的一个市镇，位于该省西部，属于雷恩区。

## 地理
拉努艾（48°9'45"N, 1°58'45"W）面积2.77 平方千米，位于法国布列塔尼大區伊勒-维莱讷省，该省份为法国西北部沿海省份，位于布列塔尼半岛东部，北濒大西洋，西接阿摩尔滨海省和莫尔比昂省，南至大西洋卢瓦尔省，西南端接曼恩-卢瓦尔省，东临马耶讷省，东北与芒什省接壤。
与拉努艾接壤的市镇（或旧市镇、城区）包括：贝代、伊方迪克。

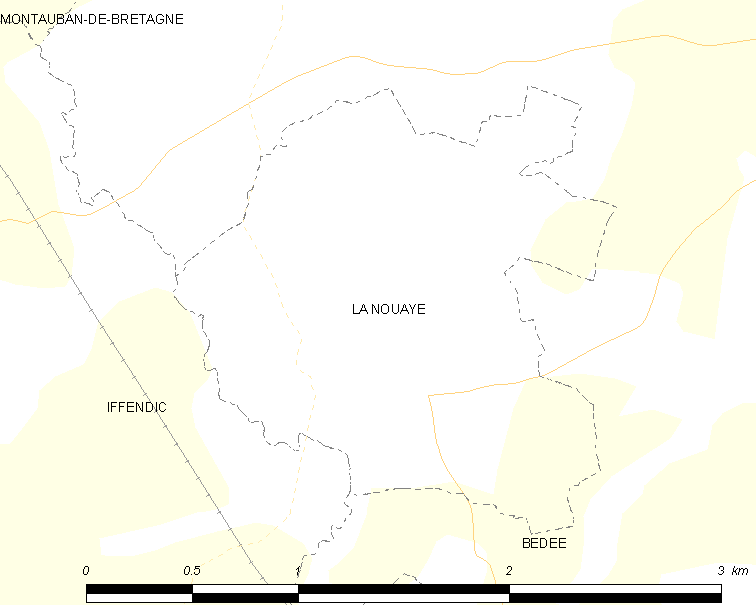
拉努艾的OSM定位图

拉努艾的时区为UTC+01:00、UTC+02:00（夏令时）。

## 行政
拉努艾的邮政编码为35137，INSEE市镇编码为35203。

## 政治
拉努艾所属的省级选区为默河畔蒙福尔县。

## 人口

1962-2008年间拉努艾人口变化图示

拉努艾于2022年1月1日时的人口数量为357人。